# Rofes
Rofes es una localidad española del municipio de La Llacuna, perteneciente a la provincia de Barcelona, en la comunidad autónoma de Cataluña.

## Historia
La localidad aparece mencionada en el décimo volumen del Diccionario geográfico-estadístico-histórico de España y sus posesiones de Ultramar de Pascual Madoz en la entrada correspondiente a La Llacuna, donde se la cita, con el nombre Rofas, junto a Torrebusqueta como una aldea de aquella jurisdicción.
En 2022, tenía empadronados 121 habitantes.